# Zomprus
De zomprus (Juncus articulatus) is een overblijvend kruid uit de russenfamilie (Juncaceae). De plant heeft tamelijk zwakke stengels die rechtop staan of liggen. De stengels zijn donkergroen en glad en worden ongeveer 80 cm hoog. In de bladeren zitten tussenschotjes tussen het merg, die te voelen zijn als men een blad tussen de vingers neemt. De zomprus komt voor op vochtige plekken.
De bloemen zijn donkerbruin en staan in losse hoofdjes. De zomprus bloeit van juni tot oktober. Er zitten twee tot zeven donkergroene bladeren aan een stengel. Er is een doosvrucht, die veel zaadjes bevat.

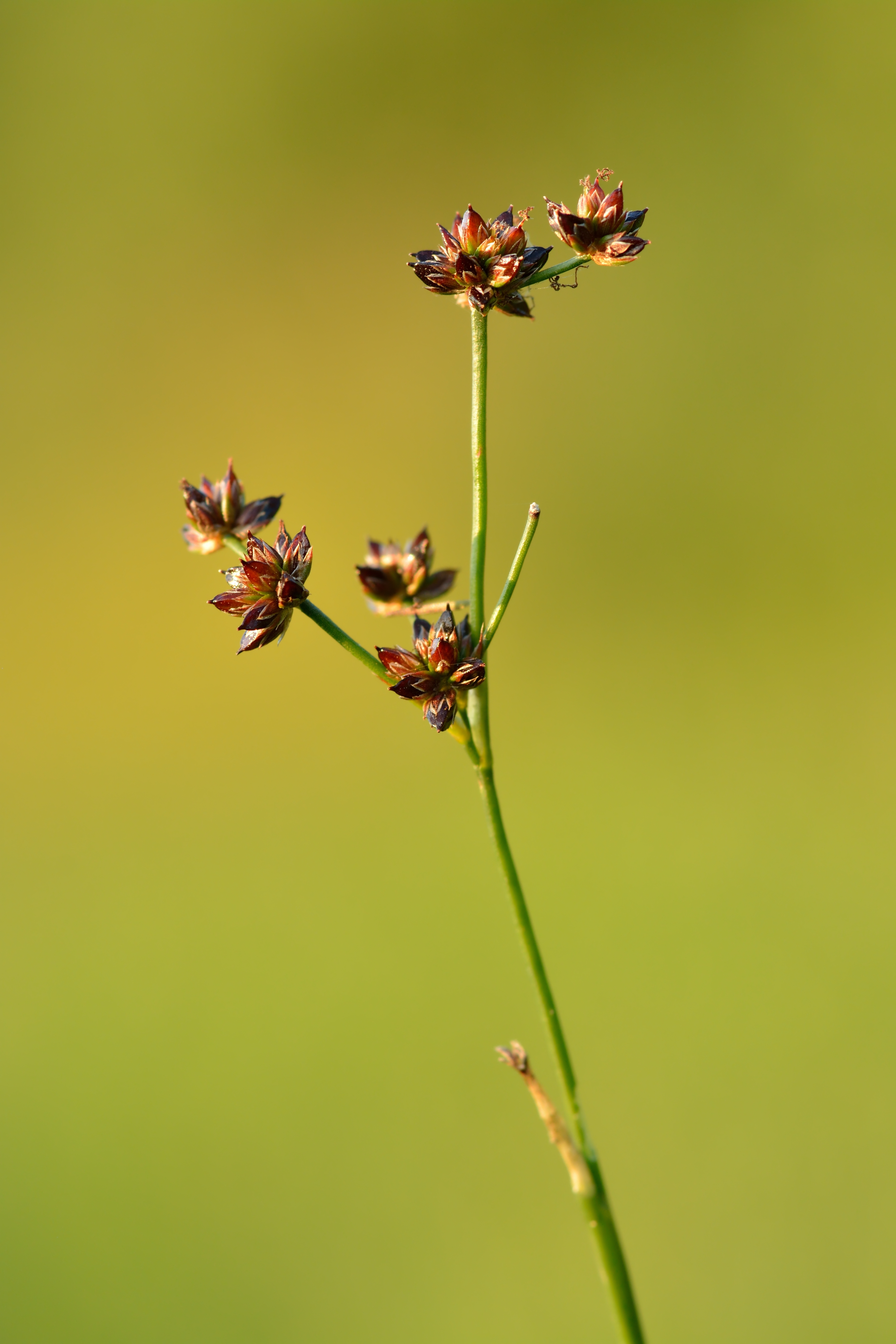
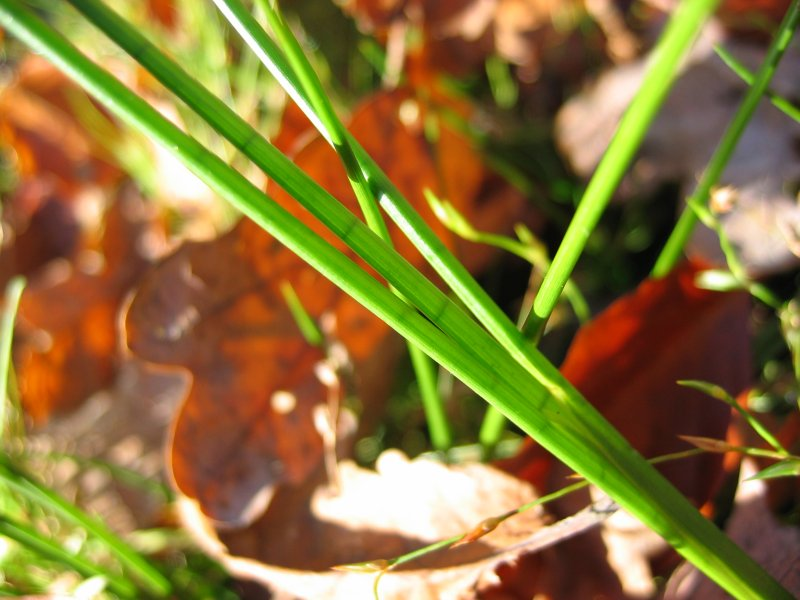
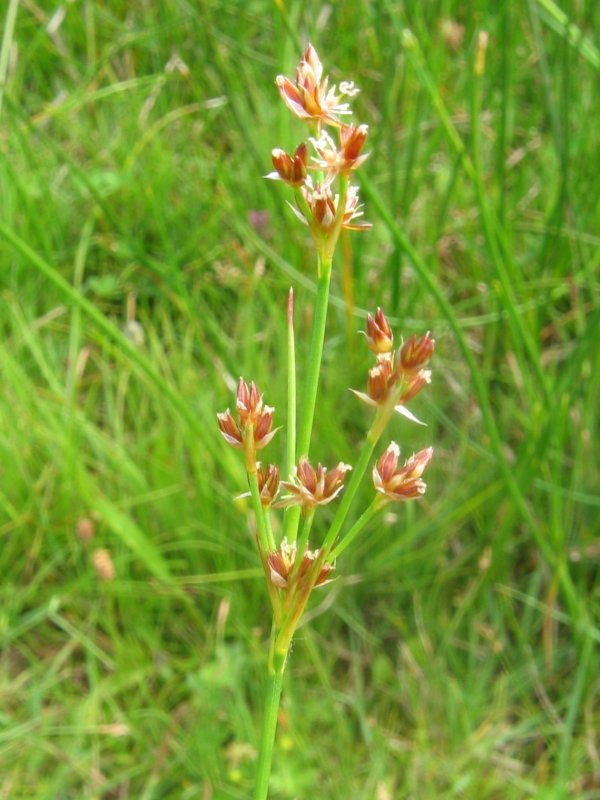
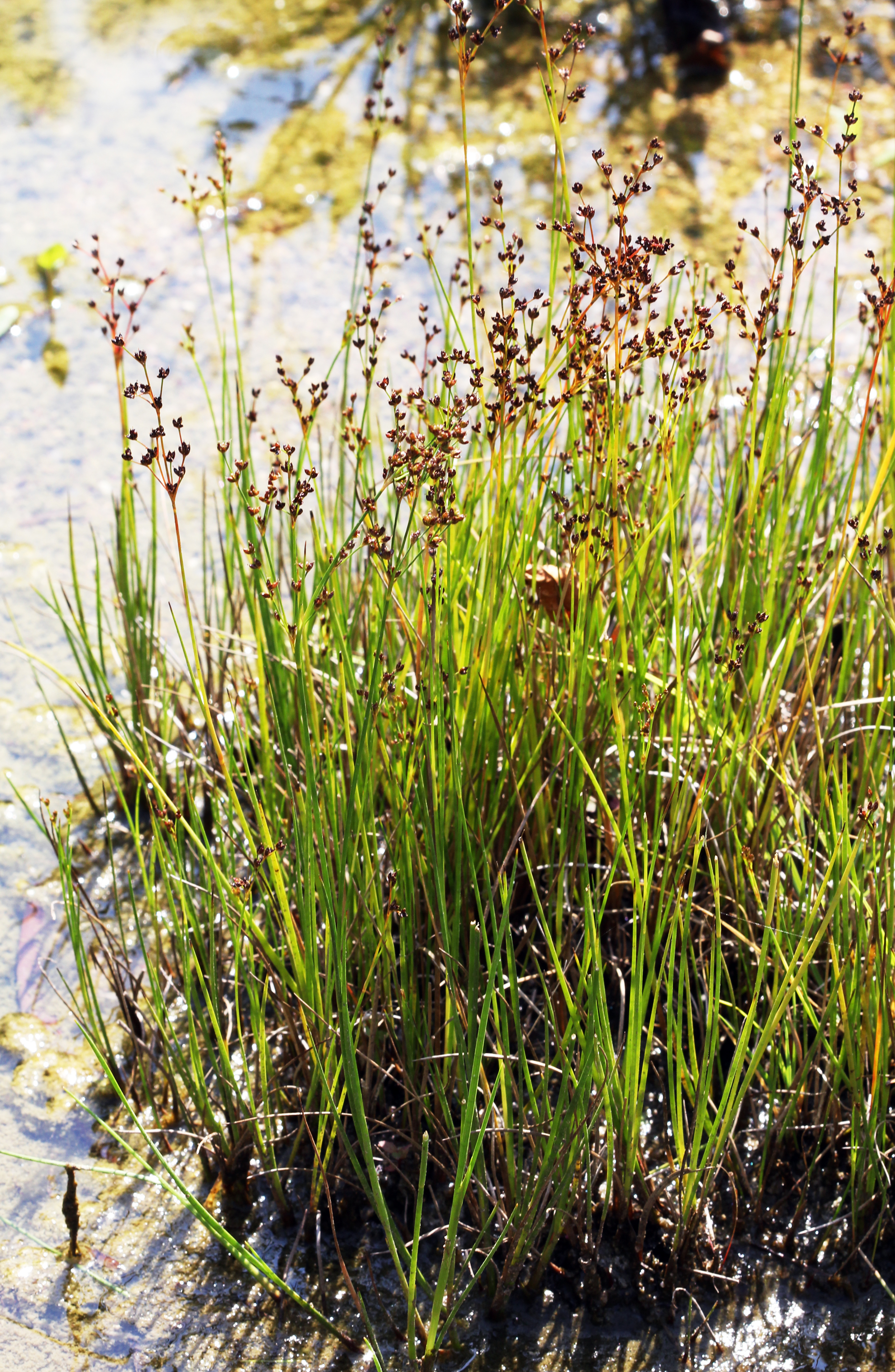
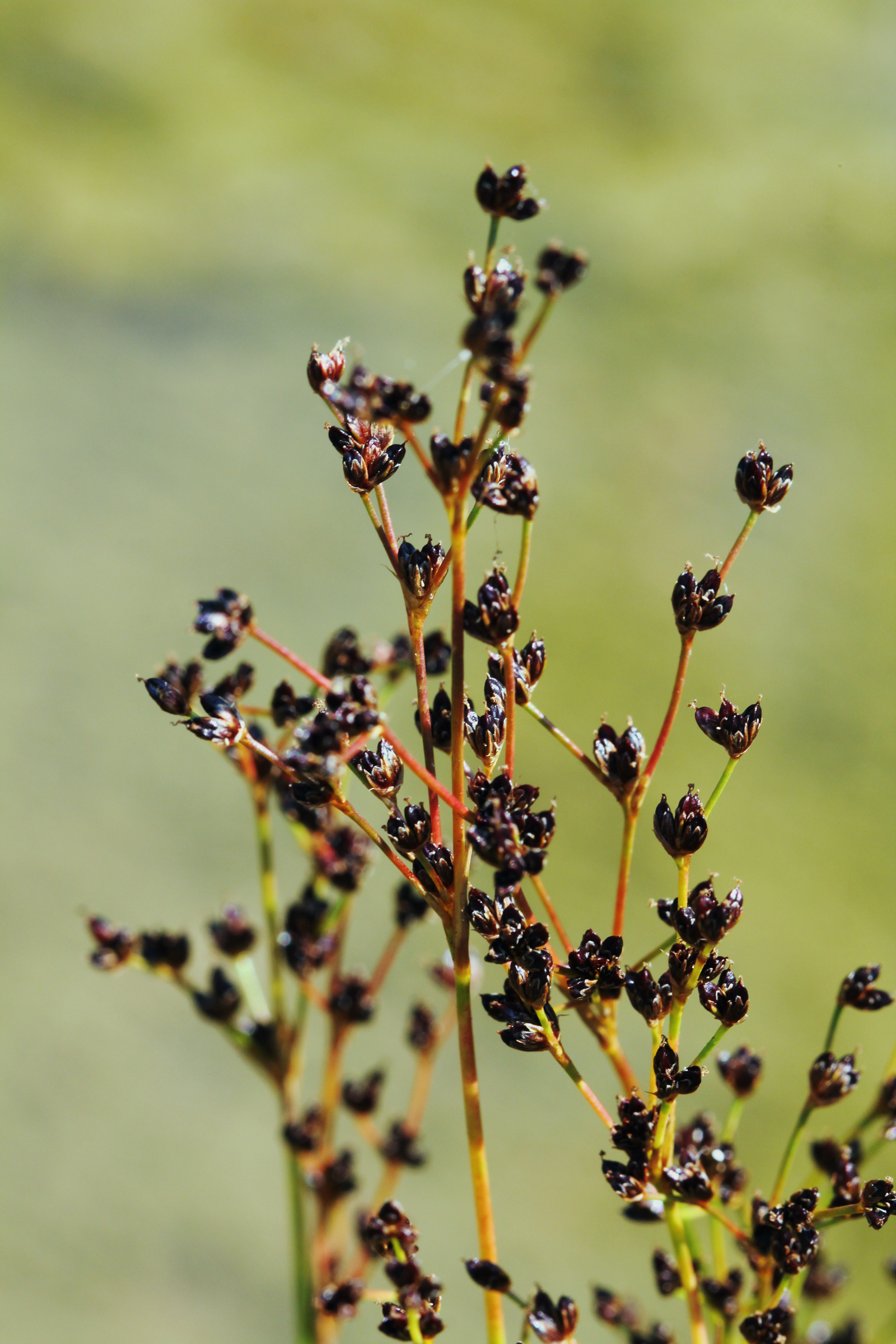